# 1121 Natascha
1121 Natascha este un asteroid din centura principală, descoperit pe 11 septembrie 1928, de Pelagheia Șain.